# Praterwehrbrücke
Die Praterwehrbrücke liegt östlich der Innenstadt von München und verbindet das Westufer der Isar mit der Praterinsel. Unter der Brücke befindet sich ein Wehr, das die Isar aufstaut. Der Höhenunterschied, der unter anderem durch dieses Wehr entsteht, wird durch das Praterkraftwerk genutzt. Die Praterwehrbrücke ist die einzige Brücke, über die die Praterinsel mit Kraftfahrzeugen erreicht werden kann. Die Mariannenbrücke, der Wehrsteg und der Kabelsteg sind nur Fußgängerbrücken und die nur 50 Meter nördlich der Praterwehrbrücke gelegene Maximiliansbrücke überspannt die Insel nur. Auf einem Brückenpfeiler steht eine Statue des Heiligen Nepomuk, des Patrons der Flößer.

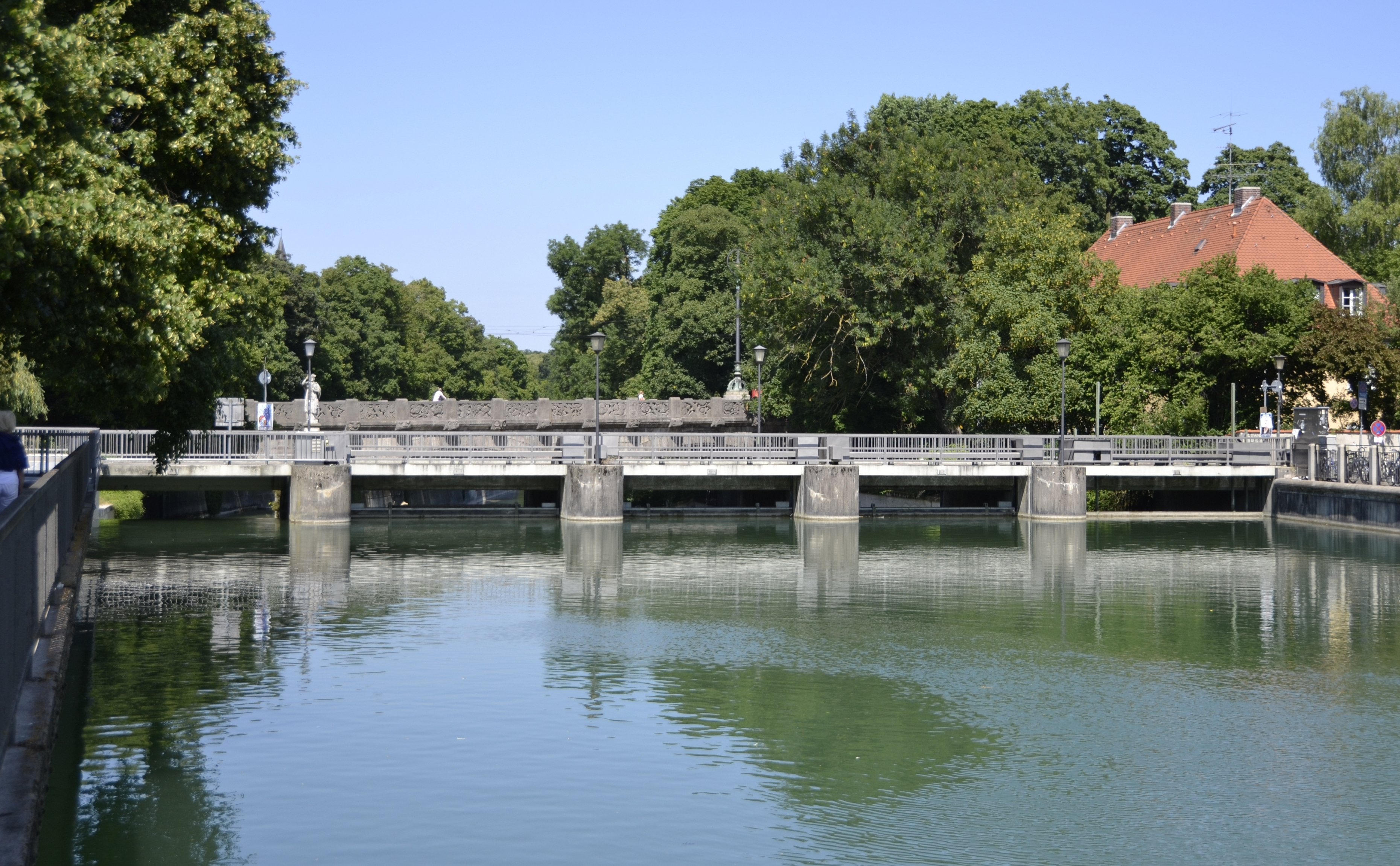
Südseite
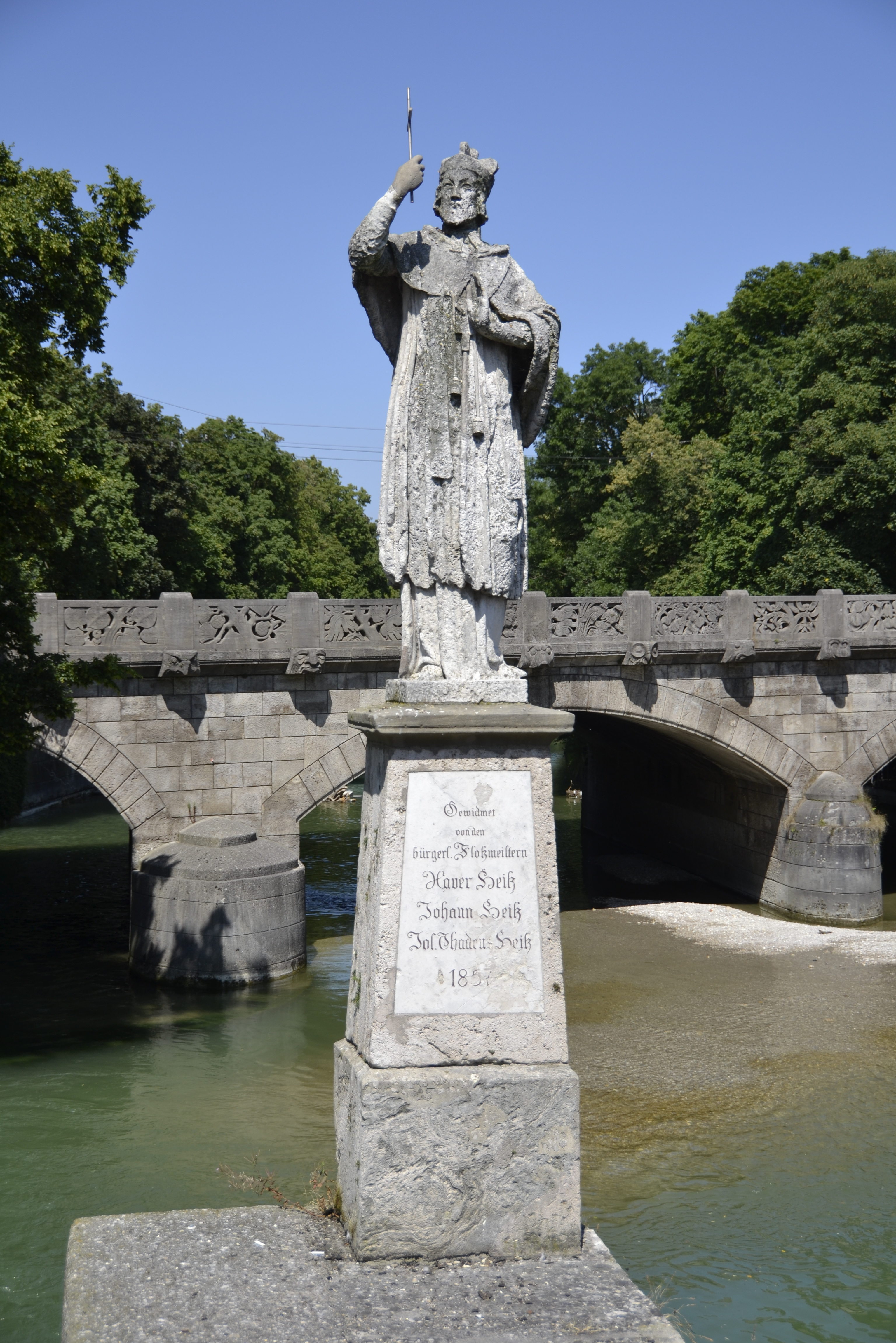
Nepomuk-Statue